# Karen Gallardo
Karen Pamela Gallardo Pinto (* 6. März 1984 in Copiapó) ist eine chilenische Leichtathletin, die sich auf den Diskuswurf spezialisiert hat. Sie ist aktuell Inhaberin des chilenischen Landesrekordes in dieser Disziplin und siegte 2006 und 2014 bei den Südamerikaspielen und gewann sieben Medaillen bei Südamerikameisterschaften.

## Sportliche Laufbahn
Erste internationale Erfahrungen sammelte Karen Gallardo im Jahr 2004, als sie bei den erstmals ausgetragenen U23-Südamerikameisterschaften in Barquisimeto mit einer Weite von 44,00 m die Silbermedaille im Diskuswurf hinter der Argentinierin Claudia Ullman gewann. 2006 gewann sie dann bei den Südamerikameisterschaften in Tunja mit 48,75 m die Bronzemedaille hinter der Brasilianerin Elisângela Adriano und Luz Dary Castro aus Kolumbien und im Kugelstoßen belegte sie mit 12,01 m den siebten Platz. Anschließend siegte sie bei den U23-Südamerikameisterschaften, die im Zuge der Südamerikaspiele in Buenos Aires ausgetragen wurden, mit neuem Landesrekord von 52,01 m im Diskuswurf. Im Jahr darauf belegte sie bei den Südamerikameisterschaften in São Paulo mit 48,94 m den fünften Platz mit dem Diskus und erreichte anschließend bei den Panamerikanischen Spielen in Rio de Janeiro mit 46,11 m Rang zwölf. 2008 gewann sie mit Landesrekord von 53,10 m die Silbermedaille bei den Ibero-Amerikanischen Meisterschaften in Iquique hinter der Argentinierin Rocío Comba. 
2009 belegte sie bei den Südamerikameisterschaften in Lima mit 12,93 m den sechsten Platz im Kugelstoßen und gewann im Diskusbewerb mit 55,91 m die Silbermedaille hinter Elisângela Adriano aus Brasilien. Anschließend klassierte sie sich bei der Sommer-Universiade in Belgrad mit 55,38 m auf dem achten Platz. Im Jahr darauf wurde sie bei den Ibero-Amerikanischen Meisterschaften in San Fernando mit 54,30 m Vierte und 2011 gewann sie mit einem Wurf auf 54,91 m die Silbermedaille bei den Südamerikameisterschaften in Buenos Aires hinter der Brasilianerin Andressa de Morais. Anschließend schied sie bei den Weltmeisterschaften in Daegu mit 53,69 m in der Qualifikation aus und erreichte dann bei den Panamerikanischen Spielen in Guadalajara mit 57,17 m Rang fünf. 2012 gewann sie bei den Ibero-Amerikanischen Meisterschaften in Barquisimeto mit 57,40 m die Bronzemedaille hinter den Brasilianerinnen Andressa de Morais und Fernanda Martins. Anschließend nahm sie an den Olympischen Spielen in London teil, verpasste dort aber mit 60,09 m den Finaleinzug. Bei den Leichtathletik-Südamerikameisterschaften 2013 in Cartagena gewann sie mit einer Weite von 57,04 m die Bronzemedaille hinter Fernanda Martins aus Brasilien und Rocío Comba aus Argentinien. Anschließend schied sie bei den Weltmeisterschaften in Moskau mit 57,03 m in der Qualifikation aus, ehe sie bei den Juegos Bolivarianos in Trujillo mit 56,77 m die Goldmedaille gewann. Im Jahr darauf nahm sie an den Südamerikameisterschaften in Santiago de Chile teil und siegte dort mit einem Wurf auf 59,65 m und anschließend siegte sie mit 59,66 m auch bei den Ibero-Amerikanischen Meisterschaften in São Paulo und gewann beim Panamerikanischen Sportfestival in Mexiko-Stadt mit 58,24 m die Bronzemedaille hinter der Kubanerin Denia Caballero und Fernanda Martins aus Brasilien.
2015 belegte sie mit 56,90 m den vierten Platz bei den Südamerikameisterschaften in Lima und wurde dann bei den Panamerikanischen Spielen in Toronto mit 59,11 m Fünfte. Anschließend verpasste sie bei den Weltmeisterschaften in Peking mit 58,32 m den Finaleinzug. Im Jahr darauf siegte sie mit 58,84 m erneut bei den Ibero-Amerikanischen Meisterschaften in Rio de Janeiro und nahm daraufhin ein weiteres Mal an den Olympischen Spielen ebendort teil und schied dort mit 57,81 m in der Qualifikation aus. 2017 gewann sie bei den Südamerikameisterschaften in Luque mit 59,73 m die Bronzemedaille hinter den Brasilianerinnen Andressa de Morais und Fernanda Martins und anschließend verpasste sie bei den Weltmeisterschaften in London mit 52,81 m den Finaleinzug. Sie siegte dann aber im November mit 55,73 m bei den Juegos Bolivarianos in Santa Marta. 2019 belegte sie bei den Südamerikameisterschaften in Lima mit 55,09 m den vierten Platz und wurde anschließend bei den Panamerikanischen Spielen ebendort mit 53,42 m Zehnte. 2021 gewann sie dann bei den Südamerikameisterschaften in Guayaquil mit 59,72 m die Silbermedaille hinter der Brasilianerin Izabela da Silva. Anschließend startete sie bei den Olympischen Sommerspielen in Tokio und schied dort mit 55,81 m in der Qualifikationsrunde aus. 
2022 gewann sie bei den Ibero-Amerikanischen Meisterschaften in La Nucia mit 59,39 m die Silbermedaille hinter der Kubanerin Yaime Pérez und anschließend siegte sie mit 59,38 m bei den Juegos Bolivarianos in Valledupar und schied dann bei den Weltmeisterschaften in Eugene mit 57,78 m in der Qualifikationsrunde aus. Im Oktober sicherte sie sich bei den Südamerikaspielen in Asunción mit 57,62 m die Bronzemedaille hinter den Brasilianerinnen Izabela da Silva und Andressa de Morais. Im Jahr darauf gewann sie bei den Südamerikameisterschaften in São Paulo mit 59,92 m die Silbermedaille hinter der Brasilianerin da Silva, ehe sie bei den Weltmeisterschaften in Budapest mit 56,74 m in der Qualifikationsrunde ausschied. Ende Oktober gelangte sie bei den Panamerikanischen Spielen in Santiago mit 55,36 m auf Rang neun. 2024 belegte sie bei den Ibero-Amerikanischen Meisterschaften in Cuiabá mit 55,96 m den vierten Platz und auch bei den Südamerikameisterschaften im Jahr darauf in Mar del Plata gelangte sie mit 52,42 m auf Rang vier.
In den Jahren 2009, 2012, 2015, 2016 und 2018 und 2019 sowie von 2021 bis 2025 wurde Gallardo chilenische Meisterin im Diskuswurf sowie 2009 auch im Kugelstoßen.

## Persönliche Bestleistungen
- Kugelstoßen: 13,48 m, 24. Oktober 2009 in Santiago de Chile
- Diskuswurf: 61,10 m, 2. August 2015 in Castellón de la Plana (chilenischer Rekord)